# 亮島島尾考古遺址

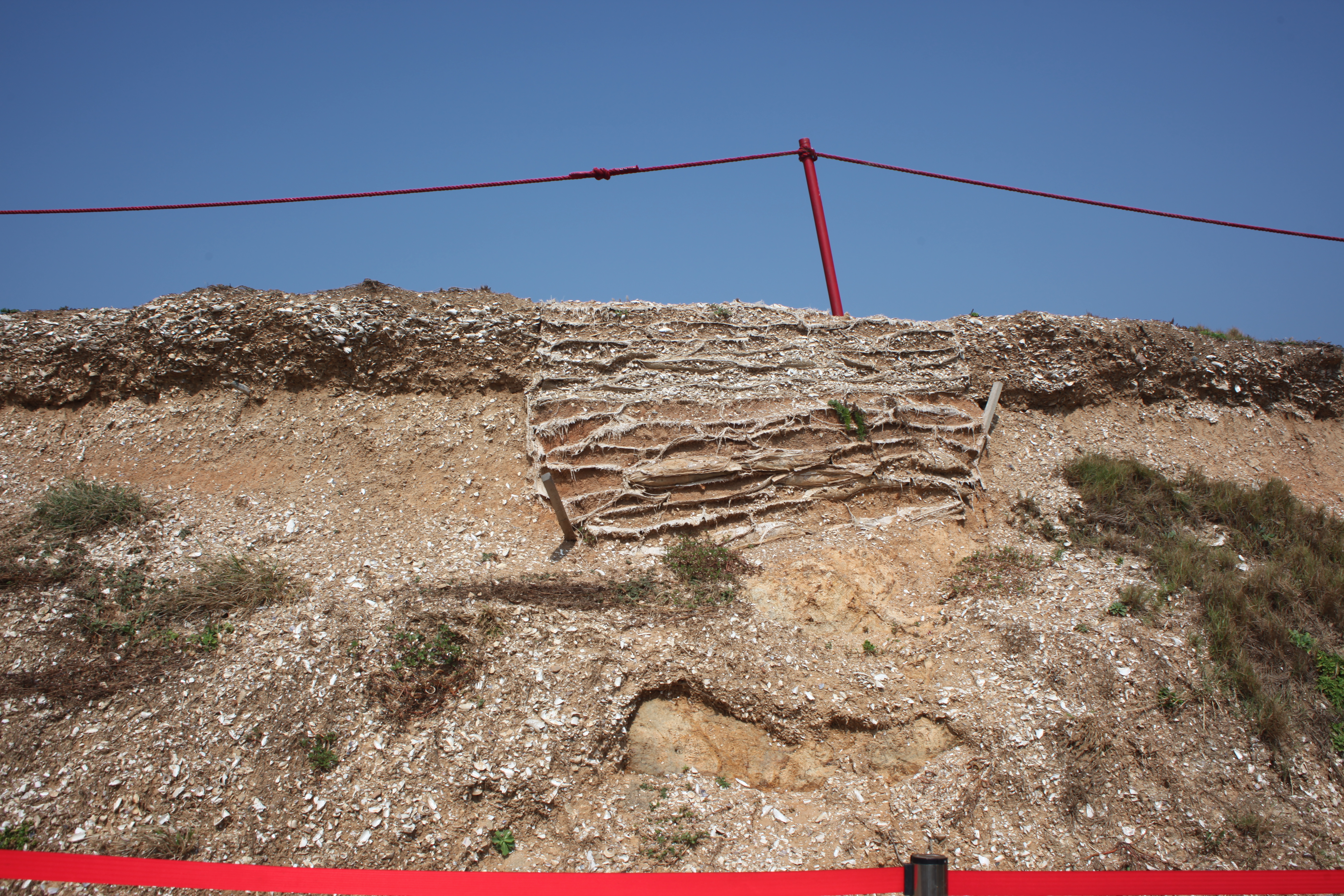
亮島島尾遺址貝塚

亮島島尾遺址群為中華民國新石器時代考古遺址，包含島尾I至IV四處，位於連江縣北竿鄉橋仔村。2011年由楊綏生發現貝塚遺留，後經學者調查後發現了亮島島尾I、II考古遺址。2012年又於島尾I、II遺址附近發現III、IV兩遺址。因亮島島尾I～IV遺址分布位置接近，故將此四處遺址合稱為「亮島島尾遺址群」。2013年連江縣政府依《文化資產保存法》指定為縣定考古遺址。2021年6月21日公告指定為中華民國第11處國定考古遺址。

## 發現與調查簡史
2011年7月15日，因慶祝中華民國國軍亮島登島六十周年，時任連江縣長楊綏生於百勝港附近的邊坡斷面上發現疑似有貝塚遺留。9月8日陳仲玉等考古人員登島進行調查，並於擎天路近島尾處發現貝塚陶片及人骨遺留，並登錄為「島尾遺址」。
2011年9、12月陳仲玉等兩度登島進行調查及試掘，並於12月於島尾遺址東北方新發現「亮島島尾II遺址」，原「亮島島尾遺址」更名為「亮島島尾I遺址」。
2012年7、11月陳仲玉等兩度登島進行第二期調查及試掘研究，並於擎天路通往「亮島島尾I遺址」道路旁發現「亮島島尾III遺址」、擎天路盡頭之壕溝中發現「亮島島尾IV遺址」。
2015年8月，陳仲玉等再次登島進行島尾I、II遺址試掘。

## 年代
亮島島尾遺址群之年代，經考古學者挑選貝殼、木炭及人骨樣本，送至國立臺灣大學碳十四定年驗室及美國Beta實驗室進行碳十四年代的測定。這些來自文化層的樣本，經過分析可以推斷，島尾I遺址最早有先民活動的時期主要在距今8330~8030年前（西元前6380-6080年），而後約在距今7700至7400年前（西元前5750-5450年）為第二次佔居時期。而由島尾II遺址貝塚所出土的貝殼樣本來看，此島尾II遺址人群主要的活動時段約在距今5700~5300年前（西元前3750-3350年）。

## 文化內涵
亮島島尾遺址群目前僅針對島尾I、II遺址進行試掘，其中出土的史前遺物主要包含了陶、石、骨、貝等四種類別。
陶器方面，島尾I、II遺址出土的陶片以夾中砂陶為主。器型方面，相對島尾II遺址而言，島尾I遺址因出土較多的特殊部位，故僅能推測其器型可能較為複雜。
此外，兩遺址在陶器的紋飾方面，多以壓印紋為主。石器方面，主要材質以花崗岩為主，另有部分自外島攜入的砂岩、變質砂岩、灰泥岩、石英及安山岩等。器型方面則以打製石器為主，包含島尾II遺址所出土的相當數量的水滴型尖狀器－蠔蠣啄。骨質方面則主要出土有尖狀器、鑿型器等。
整體而言，依照所出土的遺留及年代來看，陳仲玉認為可將本遺址之史前文化體系命名為「亮島文化」，且可能為東亞地區少見的海洋性島嶼文化之一。